# Baryton (film)
Baryton – dramat obyczajowy z 1984 roku w reżyserii Janusza Zaorskiego, ze Zbigniewem Zapasiewiczem i Piotrem Fronczewskim w głównych rolach.

## Opis fabuły
Akcja filmu rozgrywa się w 1933 roku. Znany baryton śpiewak operowy Taviatini przyjeżdża do Polski, do swojego miasta rodzinnego. Po bankiecie wielki mistrz traci głos. Kochanek jego żony próbuje mu pomóc - ale ma w tym swoje cele. Tavianini otacza się ludźmi o wątpliwej moralności, co nieuchronnie prowadzi do jego klęski.

## Obsada
- Zbigniew Zapasiewicz − Antonio Taviatini
- Piotr Fronczewski − Artur Netz
- Małgorzata Pieczyńska − Sophie
- Aleksander Bardini − Leon Stern
- Zofia Saretok − Stella Stern
- Janusz Bylczyński − Steinkeller
- Marcin Troński − Leonardo
- Kalina Jędrusik − Gertruda
- Andrzej Zaorski − brat Taviatiniego
- Janusz Bukowski − Christian Balmour
- Czesław Mroczek − Fryderyk, akompaniator Taviatiniego
- Jan Englert − Froelich
- Zdzisław Kozień − detektyw podsłuchujący Taviatiniego
- Krzysztof Kalczyński − recepcjonista
- Jerzy Klesyk − Johannes Muller, kochanek Froelicha
- Igor Śmiałowski − lekarz
- Ryszard Jabłoński − fotoreporter w hotelu
- Zbigniew Buczkowski − dziennikarz w pociągu
- Jacek Domański − fotoreporter w hallu w hotelu
- Wojciech Machnicki
- Zdzisław Szymborski
- Jan Mostowik
- Bogusław Danielewski
- Cezary Harasimowicz
- Andrzej Gałła
- Halina Skoczyńska
- Edwin Petrykat
- Andrzej Bielski
- Bożena Baranowska
- Ryszard Radwański

## Produkcja
Plenery: Szczawno-Zdrój, Wrocław (Dworzec Świebodzki) i Warszawa (ul. Lwowska).